# Megaquake – Kalifornien am Abgrund
Megaquake – Kalifornien am Abgrund (Originaltitel 20.0 Megaquake) ist ein US-amerikanischer Katastrophenfernsehfilm aus dem Jahr 2022 von Jared Cohn. Als Hauptdarsteller wird William Baldwin geführt. Der Film setzt lose die Handlung aus Super Volcano aus demselben Jahr fort und wurde 2023 mit Ice Storm – Der Beginn einer neuen Eiszeit fortgesetzt.

## Handlung
Vor Kurzem konnte Dr. Martin mit ihrer Familie und ihrem Expertenteam einen Ausbruch eines Supervulkans im hawaiianischen Gürtel verhindern. Aufgrund ihres dortigen Erfolgs wird sie von den kalifornischen Behörden kontaktiert. Ihr wird mitgeteilt, dass ein Erdbeben der Stärke 5,4 Hollywood und weitere Teile Kaliforniens heimgesucht hat. Als Dr. Martin mit ihrem Team in Kalifornien eintrifft, beginnt sie mit ihren Arbeiten. Schnell findet sie heraus, dass das Erdbeben aufgrund von zahlreichen Fracking-Bohrungen in der Gegend entstand. Dank ihrer hochmodernen Geräte, unter anderen seismographischer Infraschall-Untersuchungen, kommt sie zum Ergebnis, dass dieses Erdbeben lediglich der Vorbote weiterer, noch stärker Erdbeben war. Sie teilt mit, dass es an der San-Andreas-Verwerfung zu einem Erdbeben der Stärke 20 kommen könnte, das ganz Kalifornien zerstören würde.
Dr. Martin und Eric leiten die Rettungsversuche.

## Hintergrund
In Deutschland startete der Film am 9. Juni 2023 in den Videoverleih.
Der Film gehört zu einer Filmreihe, zu der auch Super Volcano und Ice Storm – Der Beginn einer neuen Eiszeit gehören. Auch in diesen beiden Filmen versucht die Familie von Molly Martin Naturkatastrophen zu verhindern.

## Rezeption
„Megaquake ist der neueste und bisher größte Katastrophenfilm, der in Koproduktion von Asylum mit den Sci-Fi-Channel entstanden ist.“

Darren Lucas für Movie Reviews 101 spricht in seiner Filmreview von einem „weiteren enttäuschenden großen Katastrophenfilm“. Er bemängelt die CGI-Effekte und findet es schade, dass der Schwerpunkt des Films auf menschlichen Dramen läge, wer bei der Lösung von Problemen Recht oder Unrecht hat und dass Geld das wichtigste Gesprächsthema ist, wenn es darum geht, eine Lösung zu finden.
In der Internet Movie Database hat der Film bei unter 100 Stimmenabgaben eine Wertung von 2,8 von 10,0 möglichen Sternen.